# Regresso a Sizalinda
Regresso a Sizalinda foi uma série portuguesa exibida pela RTP1 em 2010.

## Sinopse
“Regresso a Sizalinda”, uma série longa baseada no romance “Fala-me de África”, de Carlos Vaz Ferraz, com realização de Jorge Queiroga e com direcção de produção de Antónia Seabra. A acção da trama decorrerá entre os anos de 1960 e a actualidade, e terá lugar em Portugal e em Angola. Para além do enredo, a série ilustra a vida dos retornados, que com o eclodir da Guerra Colonial e posteriormente com a guerra civil em Angola, se viram obrigados a regressar a Portugal. A série de 43 episódios, tem a participação de actores como: João Lagarto, Rogério Samora, Virgílio Castelo, Joana Seixas, Patrícia Bull e Raul do Rosário. Leonor Brandão, uma advogada lisboeta, vê-se confrontada com um passado que desconhecia. A vida de sua mãe, que muito cedo, se casou em África com um homem muito mais velho, vai ser-lhe revelada de uma forma abrupta por alguém vindo desse passado.

## Elenco
- Joana Seixas	 ...	Helena Brandão/Leonor Brandão
- Dalton Borralho	 ...	Malaquias
- Rogério Samora	 ...	Renato Brandão
- João Lagarto	 ...	Armando Rodrigues
- Raúl Rosário	 ...	Juca
- Patrícia Bull	 ...	Inês
- Pedro Penim	 ...	Emílio Rodrigues
- Carla Bolito	 ...	Telma Rodrigues
- Carmen Santos	 ...	Maria Amélia
- Luís Lucas 	 ...	Tito
- Diogo Infante	 ...	Fernando
- Daniel Martinho	 ...	Simão
- Paula Mora 	 ...	Laura
- Vítor Gonçalves	 ...	Henrique
- Teresa Madruga	 ...	Adelina
- Catarina Matos	 ...	Alda
- Bruno Páscoa	 ...	Zacarias
- Luísa Cruz	         ...	Clara
- José Raposo	 ...	Casaca
- António Melo	 ...	Joaquim
- José Eduardo	 ...	Inspector Ribeiro
- Virgílio Castelo	 ...	Vitalino Brandão
- Milton Lopes	 ...	Felício
- Filipe Cochofel	 ...	Rui
- Afonso Lagarto	 ...	Armando Rodrigues (Jovem)
- Miguel Monteiro	 ...	Engineer
- Joana Borja         ...	Miriam
- Miguel Sá Monteiro	 ...	Viana
- Frederico Moreno	 ...	Tito (Jovem)
- Carlos Santos	 ...	 (†) Capitão Santos (6 episódios, 2010)
- Eric Santos	 ...	Rolha
- José Wallenstein	 ...	Notário
- Delfina Cruz	 ...	Gracinda
- Tânia Guerreiro	 ...	Adelina (Jovem)
- Dina Félix da Costa ...	Patrícia

### Elenco Adicional
- Simon Frankel
- Maria João Abreu
- Rita Calçada Bastos
- Hugo Bettencourt
- José Boavida (†)
- João Brás
- Pedro Lacerda
- Carlos Oliveira
- Carlos Pimenta
- Fátima Severino
- Hugo Tourita
- Filipe Vargas
- Sofia Correia
- António Oliveira
- Flávia Gusmão
- Avelina da Silva
- Joana Brandão
- Diogo Rebelo
- João Pedreiro
- Rita Brutt	- Maria Amélia (Jovem)
- António Pires
- Carlos Queiroz
- Mário Spencer
- Rafaela Santos
- Laura Soveral (†)
- Vítor Norte